# LiteraturRaum
Der LiteraturRaum ist ein seit September 2009 bestehendes Kultursponsoring-Projekt im Berliner Stadtteil Charlottenburg-Wilmersdorf. Es wurde als Kooperationsprojekt des Hotel Bleibtreu mit dem internationalen Literaturfestival Berlin ins Leben gerufen.

## Hintergrund
Im Rahmen des Projekts lädt das Hotel internationale Schriftsteller ein, für eine Dauer von vier bis sechs Wochen in Berlin zu wohnen. Das Hotel stellt dabei Kost und Logis, um es den Autoren zu ermöglichen, in Ruhe zu schreiben, Inspiration für ihre Werke zu finden und die Berliner Kulturwelt kennenzulernen. Als "Gegenleistung" berichten die Autoren auf einem Blog über ihre Berlin-Erfahrungen, nehmen an einer Lesung teil, die meist in den Räumen des Hotels stattfindet und hinterlassen dem Projekt einen literarischen Text, der als Anthologie veröffentlicht wird.
Kuratiert wird das Programm vom Direktor des ilb, Ulrich Schreiber.
Das Projekt war ursprünglich auf die Dauer von einem Jahr geplant, wird derzeit (Stand: Februar 2012) aber fortgeführt.

## Bisherige Autoren
- Robert Gray (Australien)
- Elsa Osorio (Argentinien)
- László Végel (Ungarn-Serbien)
- Yang Lian (China/GB)
- Artur Becker (Polen/Deutschland)
- Samuel Shimon (Irak/GB)
- László Darvasi (Ungarn)
- Bei Dao (China)
- Pankaj Mishra (Indien)
- Naomi Shihab Nye (USA/Palästina)
- Israel Bar Kohav (Israel)
- Liao Yiwu (China)
- Colin McAdam (Kanada)
- Bjarni Bjarnason (Island)
- Markus Köhle (Österreich)
- Marjolijn Hof (Niederlande)
- Nikola Madzirov (Mazedonien)
- Artur Klinau (Weißrussland)
- Courtney Meredith (Neuseeland)
- Lars Gustafsson (Schweden)
- Janne Teller (Dänemark)